# Certified E-Friendly Food

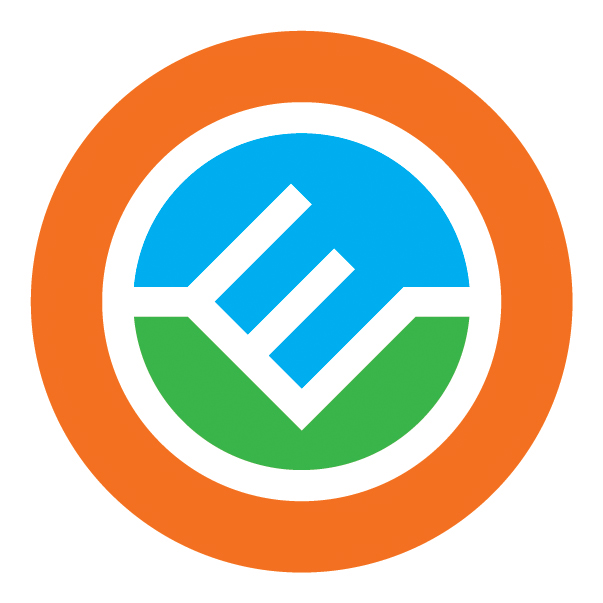
Ceff-Certified E-Friendly Food

Certified E-Friendly Food (CEFF) je nezávislý projekt, zaměřený na přídatné látky v potravinách (neboli aditiva, běžně také „éčka“). Za projektem stojí firma  se sídlem v Jaroměři.
CEFF sleduje přidatné látky, u nichž existuje potenciální zdravotní riziko při konzumaci ve vyšším množství, a jež lze ve výrobním procesu nahradit látkami přírodního původu. Vybrané přidatné látky nejsou v potravinách mnohdy nutné vůbec, například proto, že jim pouze propůjčují vizuálně atraktivnější barvu či výraznější chuť.
Výrobek, který je označen logem CEFF, nesmí obsahovat žádné z více než 70 aditiv patřících do kategorií konzervanty, umělá barviva, náhradní sladidla a glutamáty. Kategorizace do skupin konzervanty, sladidla a umělá barviva vychází z české legislativy a evropských norem. Správnost kategorizace je potvrzena Státním zdravotním ústavem při Ministerstvu zdravotnictví ČR, kde probíhá i testování složení potravin označených logem CEFF na nepřítomnost nepovolených aditiv. Logo mohou nést potraviny všech výrobců EU, které splňují pravidla složení CEFF v oblasti přídatných látek.
Přídatné látky, které nepovoluje CEFF, nejsou pro lidský organizmus prospěšné a ve vyšším spotřebovávaném množství existuje riziko zdravotních problémů, zvláště u dětí, citlivých a nemocných osob. Proto pro ochranu spotřebitelů analyzuje a stanovuje Evropský úřad pro bezpečnost potravin maximální přijatelnou denní dávku – ADI (Acceptable Daily Intake), která udává nejvyšší možné množství každého potravinového aditiva, které může být denně zkonzumováno, aniž by představovalo zdravotní riziko. Hodnoty ADI následně upravuje směrnice Evropské Komise a jsou závazné pro všechny členské státy EU.